# Edmond Richer
Edmond Richer (ur. 15 września 1560 w Cheney, zm. 28 listopada 1631 w Paryżu) – francuski teolog.

## Dzieła
- Libellus de ecclesiastica et politica potestate (1610)